# Rungholt (Schiff, 1991)
Die Rungholt ist ein 1991 erbautes Fährschiff der Neuen Pellwormer Dampfschiffahrtsgesellschaft, das im Verkehr zwischen Pellworm und dem Festlandhafen Strucklahnungshörn auf Nordstrand eingesetzt wird.

## Das Schiff
Die Kiellegung des Autofähr- und Passagierschiffes erfolgte am 27. August 1990 auf der Husumer Schiffswerft. Nachdem das Schiff am 16. April 1991 zu Wasser gelassen wurde, konnte die Bauwerft das durch die Taufpatin Gertraut Jakobs auf den Namen Hilligenlei (3) getaufte Schiff am 26. des Monats ausliefern. Eingesetzt wurde sie von der Wyker Dampfschiffs-Reederei zwischen Schlüttsiel, den Halligen und Wittdün auf Amrum.
2002 wurde die Hilligenlei 3 durch die Hilligenlei (4) abgelöst und in Husum aufgelegt.
2006 wurde das Schiff von der AG Ems gekauft und als Groningerland im Verkehr von Emden und Eemshaven zur Nordseeinsel Borkum eingesetzt.
2022 kaufte die Neue Pellwormer Dampfschiffahrtsgesellschaft das Schiff für 1,3 Millionen Euro. Es soll unter dem Namen Rungholt insbesondere als Ersatzschiff beim Ausfall der Pellworm I eingesetzt werden.